# 林良 (明朝)

灌木集禽圖卷（局部），藏於北京故宮博物院

林良（1436年—1487年），字以善，广东南海人，明朝宫廷画家。

继承南宋院画传统，以水墨花果翎毛见长，着色简淡；尤其放笔作水墨禽鸟、树石，遒劲如草书，而神采飞动，屬於較豪放的畫風。

## 作品
- 《秋鷹》軸，藏於台灣台北國立故宮博物院
- 《畫鷹》軸，藏於台灣台北國立故宮博物院
- 《平安雙喜》軸，藏於台灣台北國立故宮博物院
- 《灌木集禽圖》卷，藏於中國北京故宮博物院
- 《雪景鷹雁》軸，藏於中國北京故宮博物院
- 《雉雞圖》軸，藏於中國北京故宮博物院
- 《雪景雙雉》軸，藏於中國北京故宮博物院
- 《孔雀圖》軸，藏於中國北京故宮博物院
- 《蘆雁圖》軸，藏於中國北京故宮博物院

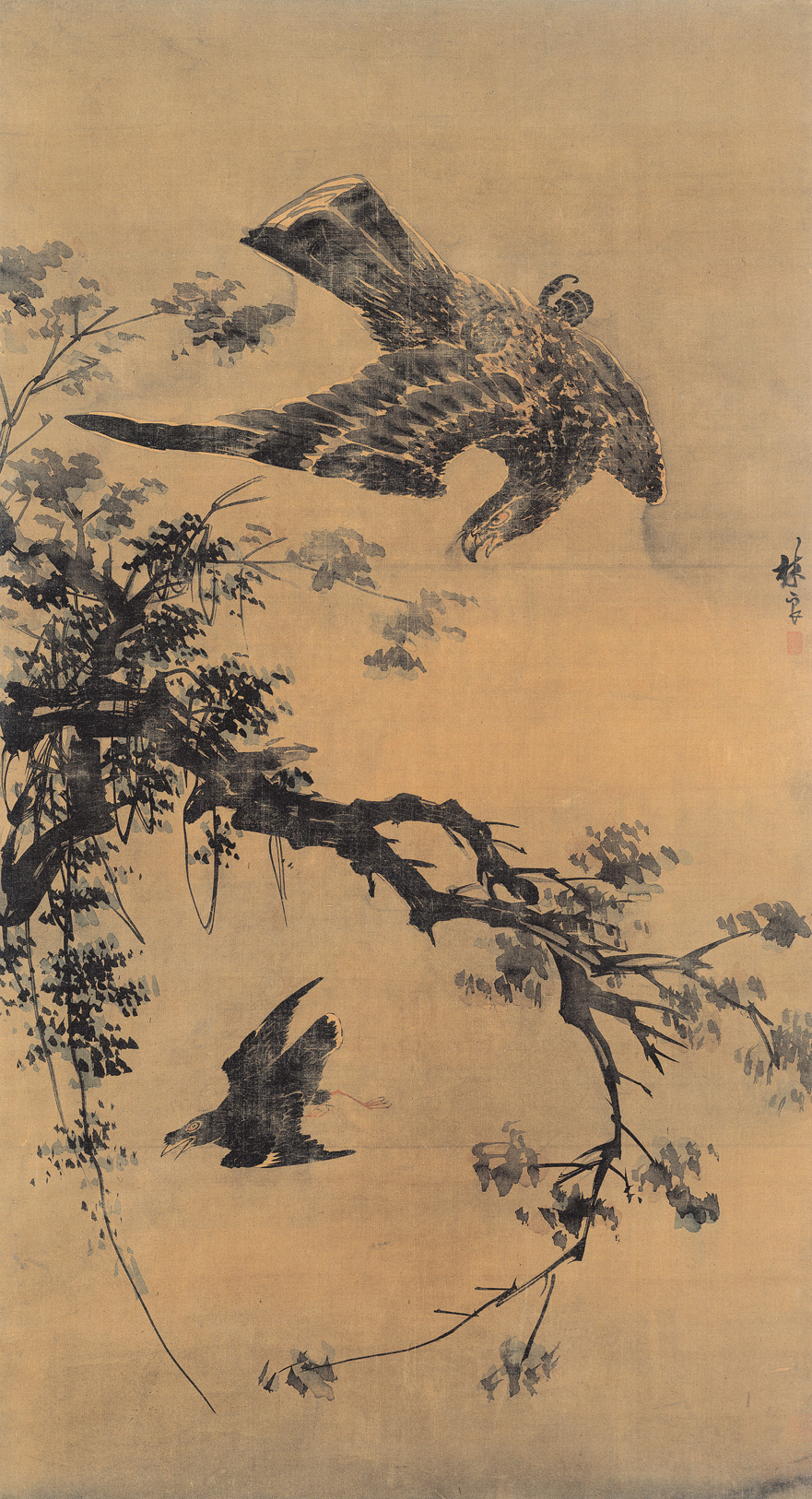
秋鷹，藏於台灣台北國立故宮博物院
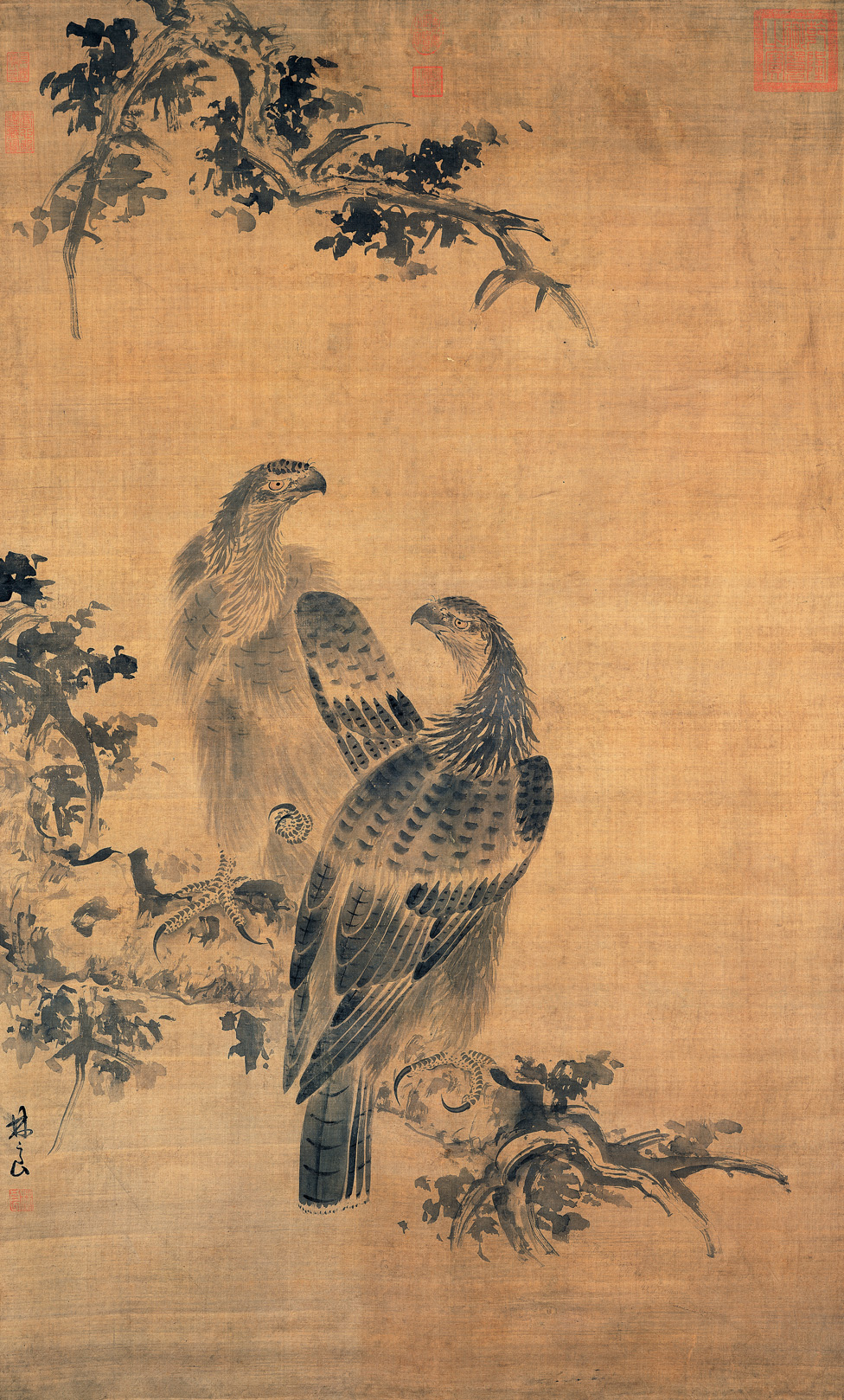
畫鷹，藏於台灣台北國立故宮博物院